# Давенпорт (Оклахома)
Давенпорт (англ. Davenport) — місто (англ. town) в США, в окрузі Лінкольн штату Оклахома. Населення — 809 осіб (2020).

## Географія
Давенпорт розташований за координатами 35°42′34″ пн. ш. 96°45′51″ зх. д. / 35.70944° пн. ш. 96.76417° зх. д. (35.709380, -96.764208).  За даними Бюро перепису населення США в 2010 році місто мало площу 2,68 км², з яких 2,65 км² — суходіл та 0,04 км² — водойми.

## Демографія
Згідно з переписом 2010 року, у місті мешкало 814 осіб у 319 домогосподарствах у складі 218 родин. Густота населення становила 303 особи/км².  Було 380 помешкань (142/км²).
Расовий склад населення:
| - 85,4 % — білих - 6,5 % — корінних американців - 2,0 % — чорних або афроамериканців - 0,2 % — азіатів - 0,1 % — вихідців з тихоокеанських островів - 1,4 % — осіб інших рас |

До двох чи більше рас належало 4,4 %. Частка іспаномовних становила 4,8 % від усіх жителів.
За віковим діапазоном населення розподілялося таким чином: 29,4 % — особи молодші 18 років, 57,3 % — особи у віці 18—64 років, 13,3 % — особи у віці 65 років та старші. Медіана віку мешканця становила 34,7 року. На 100 осіб жіночої статі у місті припадало 95,2 чоловіків;  на 100 жінок у віці від 18 років та старших — 87,9 чоловіків також старших 18 років.
Середній дохід на одне домашнє господарство  становив 48 267 доларів США (медіана — 44 375), а середній дохід на одну сім'ю — 54 904 долари (медіана — 56 875). Медіана доходів становила 36 964 долари для чоловіків та 27 721 долар для жінок. За межею бідності перебувало 19,0 % осіб, у тому числі 22,6 % дітей у віці до 18 років та 15,9 % осіб у віці 65 років та старших.
Цивільне працевлаштоване населення становило 390 осіб. Основні галузі зайнятості: освіта, охорона здоров'я та соціальна допомога — 15,9 %, роздрібна торгівля — 15,6 %, мистецтво, розваги та відпочинок — 13,6 %.